# 塞舌尔国旗
现今的塞舌尔國旗啟用於1996年6月18日，为该国独立后的第三版国旗。
國旗是一面由藍 （象徵海洋）、黃 （太陽）、紅 （人民及其在愛與團結中奮鬥的決心）、白 （社會正義與和諧）、綠 （土地與自然）五种颜色所組成的旗幟，五色呈放射状排列，象徵塞舌尔在独立二十年之后，换以全新的面貌走向未來。
国旗颜色以前两版国旗的红、白、蓝、绿加上代表太阳的黄色组合而成。在同日启用的新国歌中亦有提及。

## 歷代國旗
塞舌尔第一版国旗于1976年6月29日自英国独立后启用，当时国旗图案是交叉的两个蓝三角形和红三角形，中间形成白色的类似圣帕特里克十字。巧合的是，这面国旗几乎与澳大利亚联合蒸汽导航公司旗帜雷同，并且格式上与牙买加国旗相似。
1977年，当詹姆斯·曼卡姆总统被弗朗斯-阿尔贝·勒内发动政变推翻后，第一版国旗被废除，同时塞舌尔启用新的国旗（即第二版国旗）。图案以塞舌尔人民进步阵线标志为蓝本，为上红下绿，中间有一条白色波浪条纹贯穿。当时国旗和塞人阵标志不同的是后者上有太阳图案。该旗帜与苏联统治下的立陶宛、拉脱维亚、爱沙尼亚国旗非常相似。当塞人阵在选举中失去多数席位时，其他党派要求更换国旗，1996年6月18日塞舌尔议会批准新的国旗设计，是为第三版国旗并沿用至今。
- 1903-1961
- 1961-1976
- 1976.6.29-1977.6
- 1977.6-1996.6
- 1996.6.18-至今

## 总统旗
- 1976.6-1977.6
- 1977.6-1996.6
- 1996.6.18-至今